# Hyena skvrnitá
Hyena skvrnitá (Crocuta crocuta) je největší druh hyeny vyskytující se v Africe, jižně od Sahary. Je zároveň nejhojnější velkou africkou šelmou, celkový počet zvířat žijících ve volné přírodě se pohybuje mezi 27 000 a 47 000 (stav k roku 2015). Jedná se o potravního oportunistu – predátora i mrchožrouta zároveň, který žije ve smečkách obvykle zvaných klany. Hyeny jsou pozorné a pečlivé matky, proto známé přirovnání „hyení matka“ určené nezodpovědným lidským matkám je naprosto scestné. Ačkoliv dochází k postupnému poklesu počtu jedinců, Mezinárodní svaz ochrany přírody hodnotí hyenu skvrnitou jako málo dotčený druh.

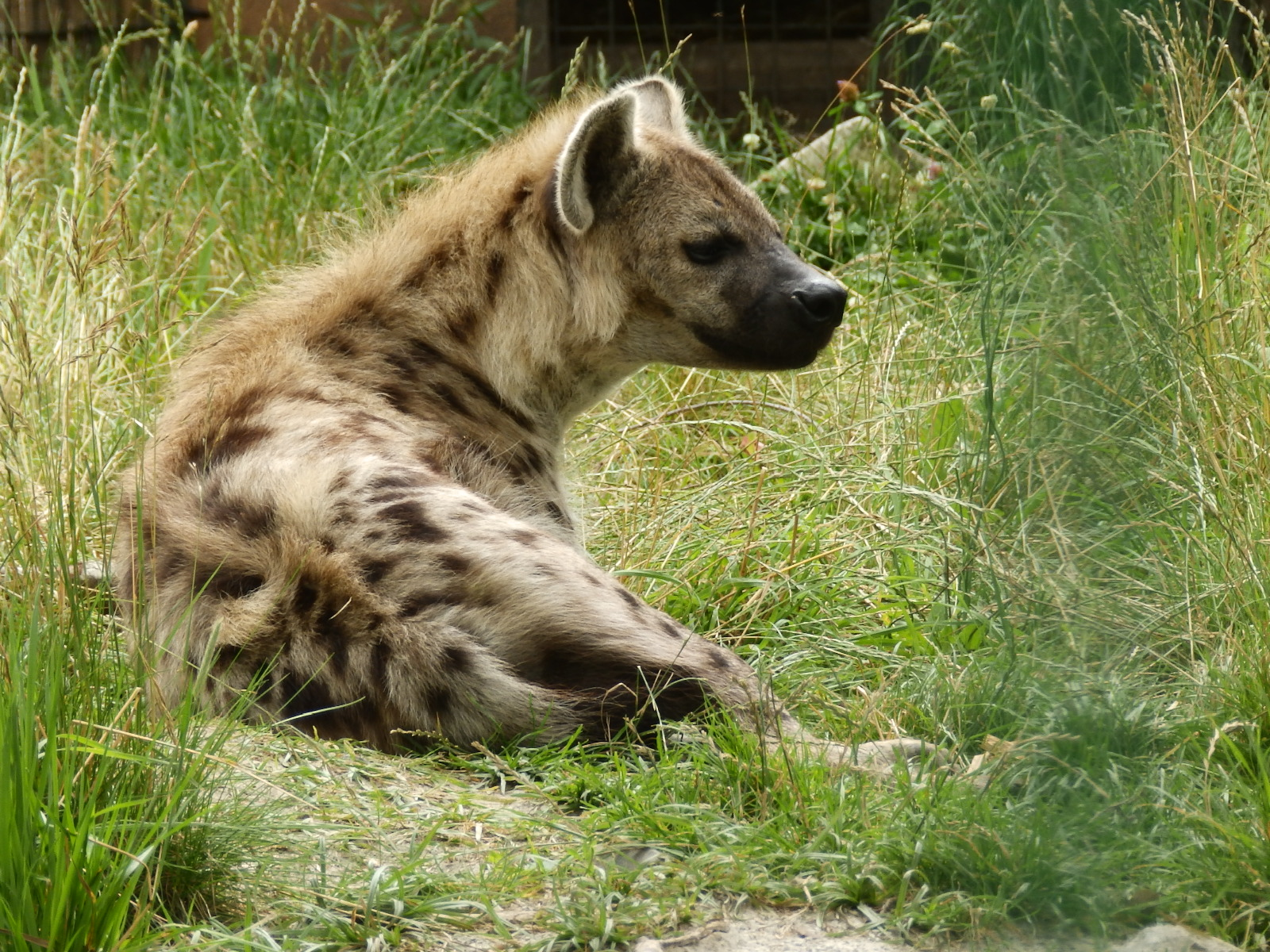

## Rozšíření
Hyena skvrnitá obývá savany a polopouště Afriky, od Mali a Súdánu až po sever Jihoafrické republiky. Nevyhýbá se ani horským oblastem, např. v Etiopii žije i ve výšce nad 2000 m n. m. Na většině území je poměrně běžná, místy, zvláště v jižní Africe, však byla vyhubena jako údajný škůdce domácích zvířat.

## Fyzické vlastnosti

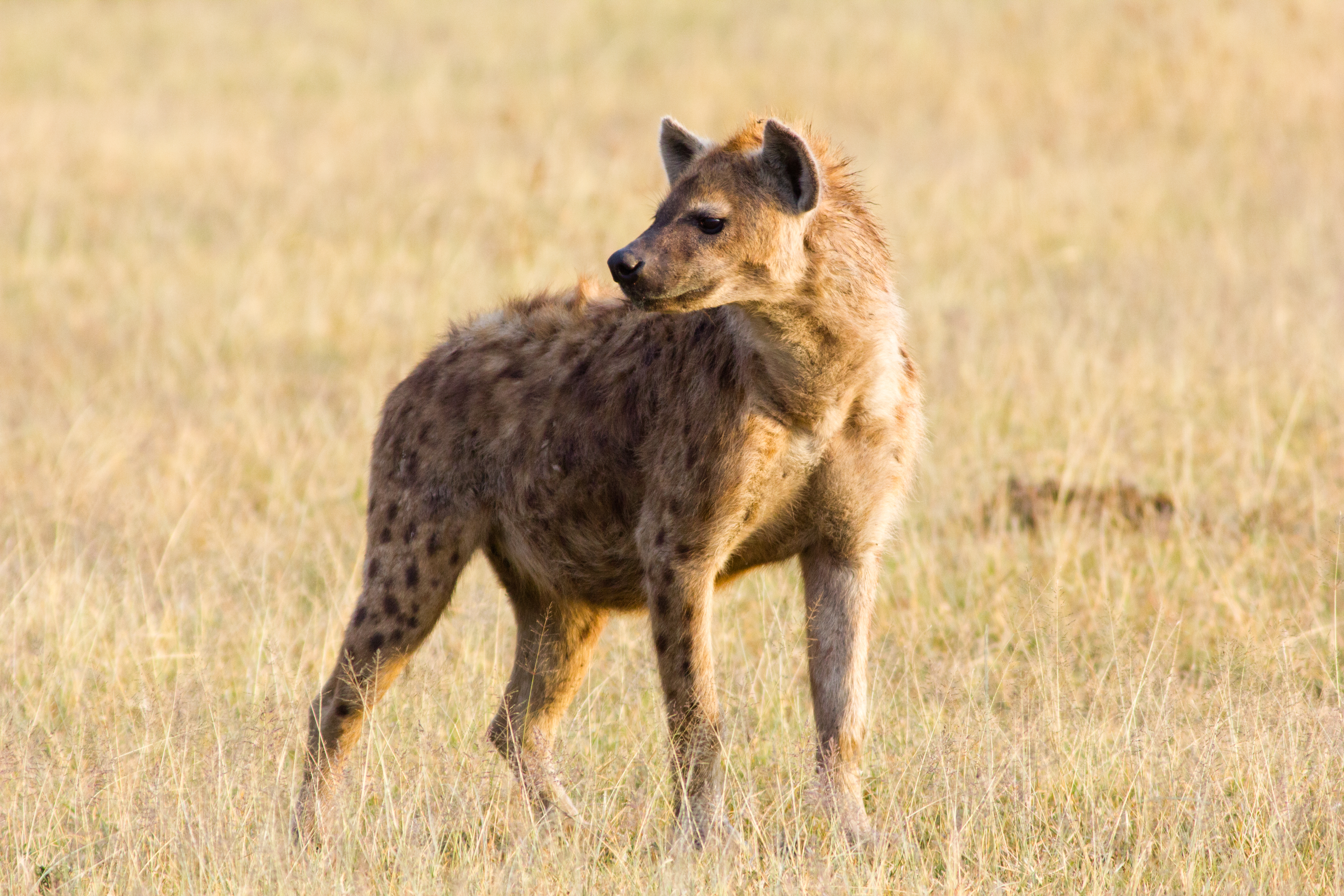
Hyena skvrnitá

Hyena skvrnitá je poměrně velké zvíře s robustní stavbou těla; měří 95–166 cm, samotný ocas přibližně 40 cm, v kohoutku pak kolem 70–92 cm. Hmotnost se pohybuje nejčastěji mezi 45 a 70 kg, ale ve výjimečných případech dosahuje váhy až 90 kg. Jedinci již zaniklé eurasijské populace vážili možná i více než 100 kg. Samice dosahuje větších rozměrů než samec. Stavbou těla se podobá ostatním hyenám, má však ještě robustnější kostru a je o něco svalnatější. Poněkud neforemně působí její široká hlava s tupým čenichem a mimořádně silnými žvýkacími svaly. Její chrup je výborně uzpůsoben k drcení kostí, pravděpodobně má nejsilnější stisk čelistí ze všech šelem (síla jejího skusu dosahuje asi 900 až 4500 newtonů). Na hlavě jsou nápadné okrouhlé odstávající boltce a hnědé, mírně šikmé oči. Tělo má porostlé krátkou, hrubou a dost řídkou srstí, béžové, šedohnědé až rezavé barvy s černými či tmavohnědými skvrnami; hřbetní hřívu má mnohem slabší než hyena žíhaná či hyena čabraková. Podobně jako ostatní hyeny má přední končetiny delší než zadní, což tvoří typickou stavbu těla. Přesto dokáže běžet velmi rychle, údajně až 65 km/h, a především vytrvale (lépe se jí běhá do kopce než z kopce).
Samice mají výrazně zvýšenou hladinu androgenů, které podporují mužské znaky včetně agresivního chování. Výraznou maskulinizací jsou mezi savci unikátní. Pohledem rozeznat pohlaví mladých hyen skvrnitých je téměř nemožné. Rozeznat lze pouze samice, které již porodily, protože jim na těle zůstává velká nepřehlédnutelná jizva. Klitoris se velikostí i tvarem věrně podobá ztopořenému samčímu penisu. Napodobení samčích genitálií je natolik věrné, že samice mají i šourkovitý útvar vyplněný pojivovou a tukovou tkání. Nemají vulvu a stydké pysky jsou srostlé. K močení, páření a porodu jim slouží klitoris. Těsně před porodem klitoris nabyde na objemu – zvětší se až trojnásobně. Poté se podélně roztrhne, aby se mláďata dostala ven. Při tak komplikovaném porodu uhyne 9–18 % hyen-prvorodiček a 2/3 mláďat. Chybí také anatomicky definované děložní hrdlo (cervix).

## Způsob života

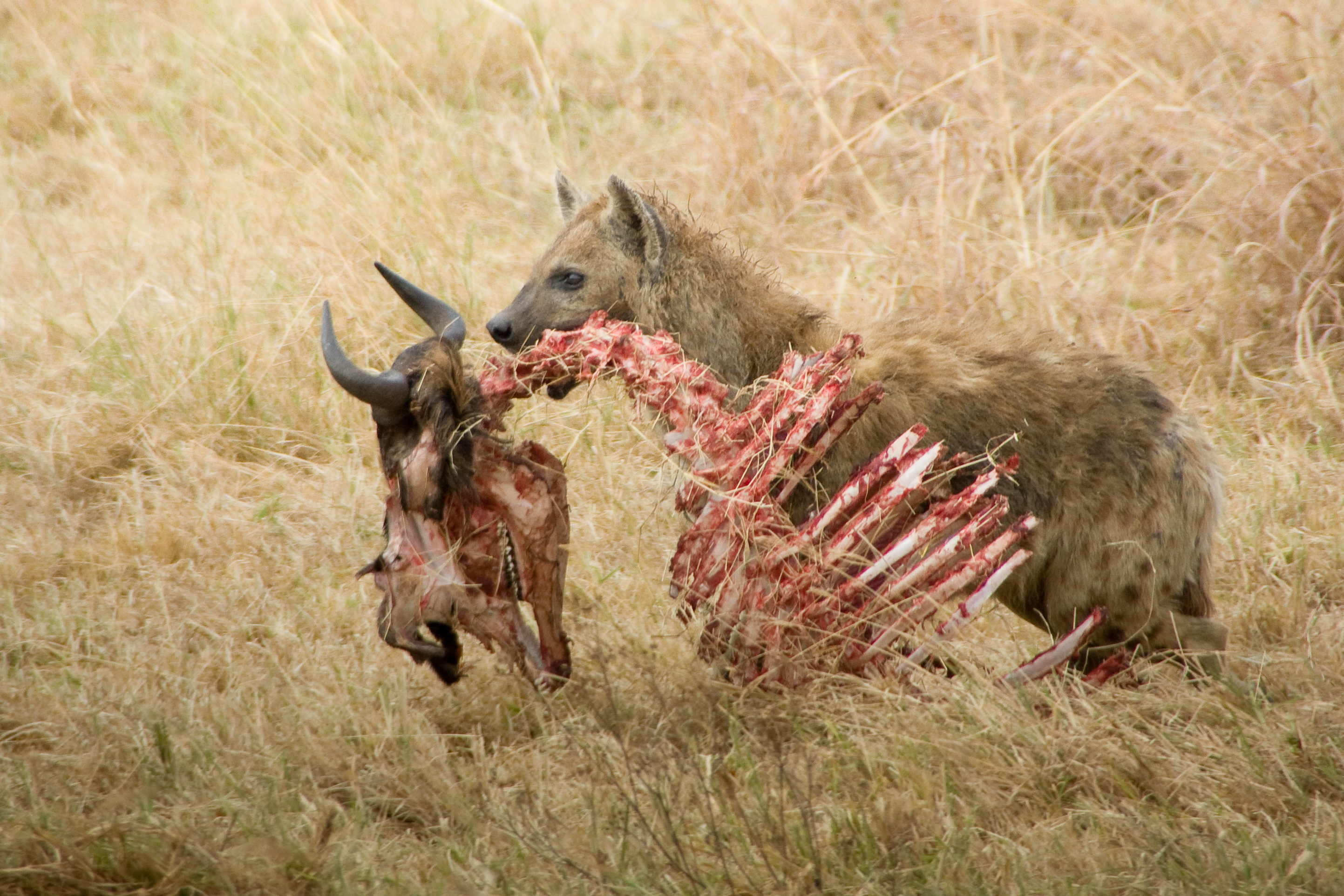
Hyena skvrnitá má pravděpodobně nejsilnější stisk čelistí ze všech druhů šelem

Hyena skvrnitá žije v rodinných klanech čítajících od tří (suché oblasti s málem kořisti) po 80 zvířat (savany s velkými stády kopytníků), vedených dominantní samicí (matriarchát). Klany nemají tak stmelenou strukturu jako smečky psovitých šelem či lvů a málokdy operují zcela pospolu. Zatímco samice tráví ve svém klanu celý život, samci žijí kočovně – u jednoho klanu tráví většinou jen jedno období rozmnožování a poté se přesunou jinam. Teritorium klanu si hyeny značkují ostře páchnoucím výměškem análních žláz a také akusticky – hlasitým chechtavým vytím. Jsou aktivní především za soumraku a v noci, neplatí to však bez výjimky. Většinu dne tráví hyeny v podzemních norách, které si samy hrabou. Pokud však mají možnost, rády obsadí opuštěnou noru hrabáče, dikobraza či prasete bradavičnatého a rády se před svými doupaty sluní. Někdy přespávají také v jeskyních.

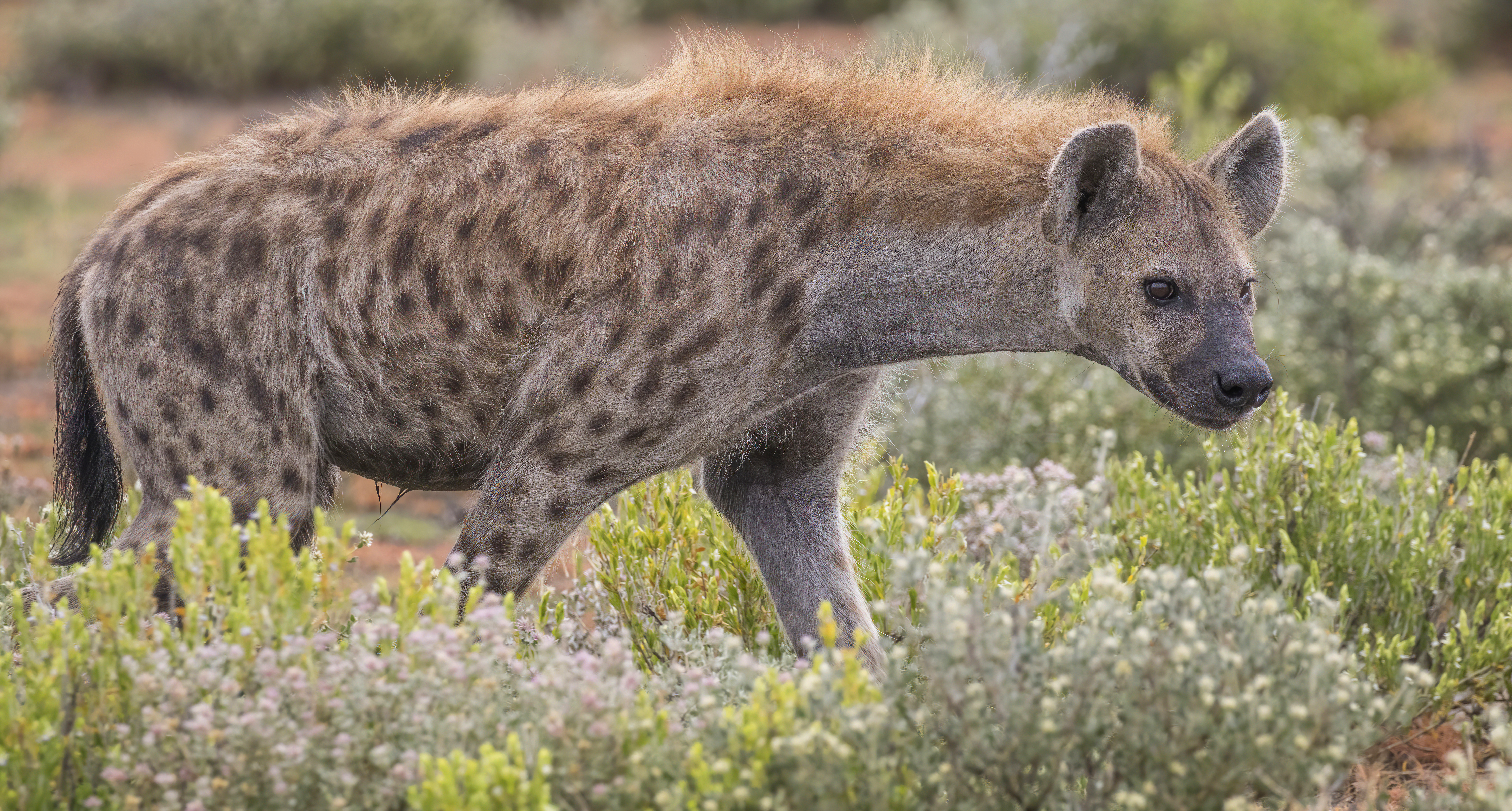
Hyena skvrnitá dokáže vyvinout rychlost až okolo 60 km/h

Hyeny buď aktivně loví, nebo vyhledávají mršiny. Zabíjejí především kopytníky, a to i velké druhy, jakými jsou třeba zebry. Někdy přepadnou i stádo domácích zvířat. Dokonce zraní i lva nebo jej odeženou od kořisti. (Má se za to, že při poměru počtu hyen ku lvicím 3 : 1 jsou síly v rovnováze, při vyšším počtu hyen lvice zpravidla ustupují.) Samotná hyena dokáže od kořisti odehnat levharta, pravidelně krade kořist gepardům a zejména psům hyenovým, ti jsou sice rychlejší, ale mají až třikrát nižší hmotnost. Pokud má hyena možnost, zabíjí konkurenčním predátorům mláďata. Výjimečně si troufne i na lov sloních mláďat.

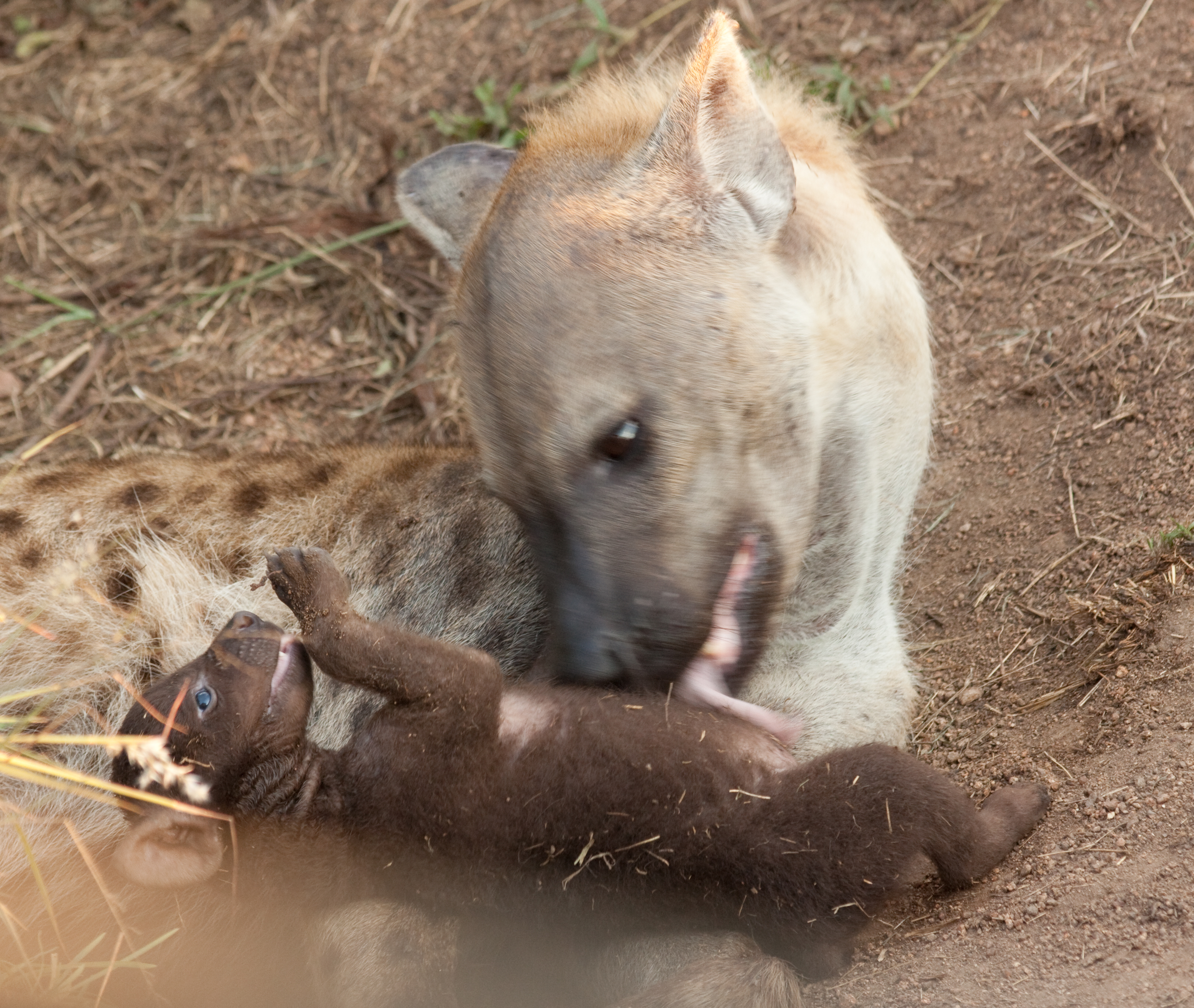
Mládě hyeny skvrnité

Vlastní lov provádějí hyeny samostatně nebo v malých skupinách maximálně pěti jedinců, zcela výjimečně loví více zvířat najednou. Ostatní se však mnohdy připojí k požírání kořisti. Při získávání mršin, např. od lvů, se může spojit do útoku i několik desítek zvířat.
Svým mohutným chrupem rozdrtí i silné kosti. Dokáže pozřít najednou až 18 kg masa, kostí a rohů.
Hyena skvrnitá patří mezi úspěšné sprintery, dokáže vyvinout rychlost až okolo 60 km/h. Je i vytrvalým běžcem, umí pronásledovat kořist i několik kilometrů (zaznamenaný rekord je 24 km). Tomu odpovídá i velikost jejího srdce, které je v poměru k hmotnosti těla dvakrát těžší než srdce lva (cca 1 % vs. cca 0,5 %).
Smečka hyen může za jedinou noc zdolat až 80 km dlouhou túru.

## Rozmnožování
Rozmnožovat se může i níže postavená samice, avšak mládě vůdčí samice má výhodnější sociální postavení. Březost trvá 99–130 dnů. Samice rodí obvykle 1–2 mláďata (ale i 4) vážící 1–1,6 kg. V lidské péči je lze poměrně snadno ochočit. Ihned po narození se jim otvírají oči a jsou porostlá jemnou černou srstí. Aby matka nakrmila mladé, musí lovit každý den. Mláďata spolu svádějí souboje a nemá-li pro ně matka dost potravy, může se stát, že nejsilnější mládě zakousne a sežere své sourozence. Agresivně se k sobě chovají především sourozenci stejného pohlaví. Matka se o mláďata pečlivě stará téměř rok, poté mladí samci klan opouštějí, zatímco samičky zpravidla zůstávají v blízkosti matky. Hyeny pohlavně dospívají ve věku 2–3 let a v zajetí se mohou dožít až 40 let, v přírodě se dožívají často jen 20 let.

## Vztah s lidmi
Pro svůj specifický vzhled, hlas i občasnou mrchožravost je hyena skvrnitá africkými domorodci velmi obávána a má pověst magického zvířete. Za jistých okolností může být hyena skvrnitá nebezpečná lidem osaměle tábořícím v buši, zejm. dětem, ale jedná se jen o výjimečné případy. Etiopané v minulosti věřili, že se někteří lidé zvaní qora mohou teriantropicky proměňovat v hyeny a v této podobě škodit ostatním členům komunity nebo i zabít jiného člověka. Usvědčení qorové, patřící často ke kastě kovářů, byli v minulosti obvykle zabiti. Lidé, kteří údajně umí s hyenami komunikovat, žijí dosud v etiopském městě Hararu. Právě zde je krmení hyen skvrnitých masnými odpadky známou atrakcí pro turisty. V Súdánu i jinde v oblasti Sahelu je rozšířeno mnoho představ o nebezpečnosti hyen, které prý svým hlasem lákají lidi na osamělé místo a tam je napadnou. Pes, na kterého padne stín hyeny, prý zahyne, oněmí nebo onemocní vzteklinou a zdejší čarodějnice na hyneách údajně v noci jezdí. Přesto podle Súdánců zabití hyeny přináší neštěstí a zbraň, jíž bylo zvíře zabito, není radno nadále používat, protože je magicky poskvrněná a jistě by v kritické situaci svého majitele zradila.

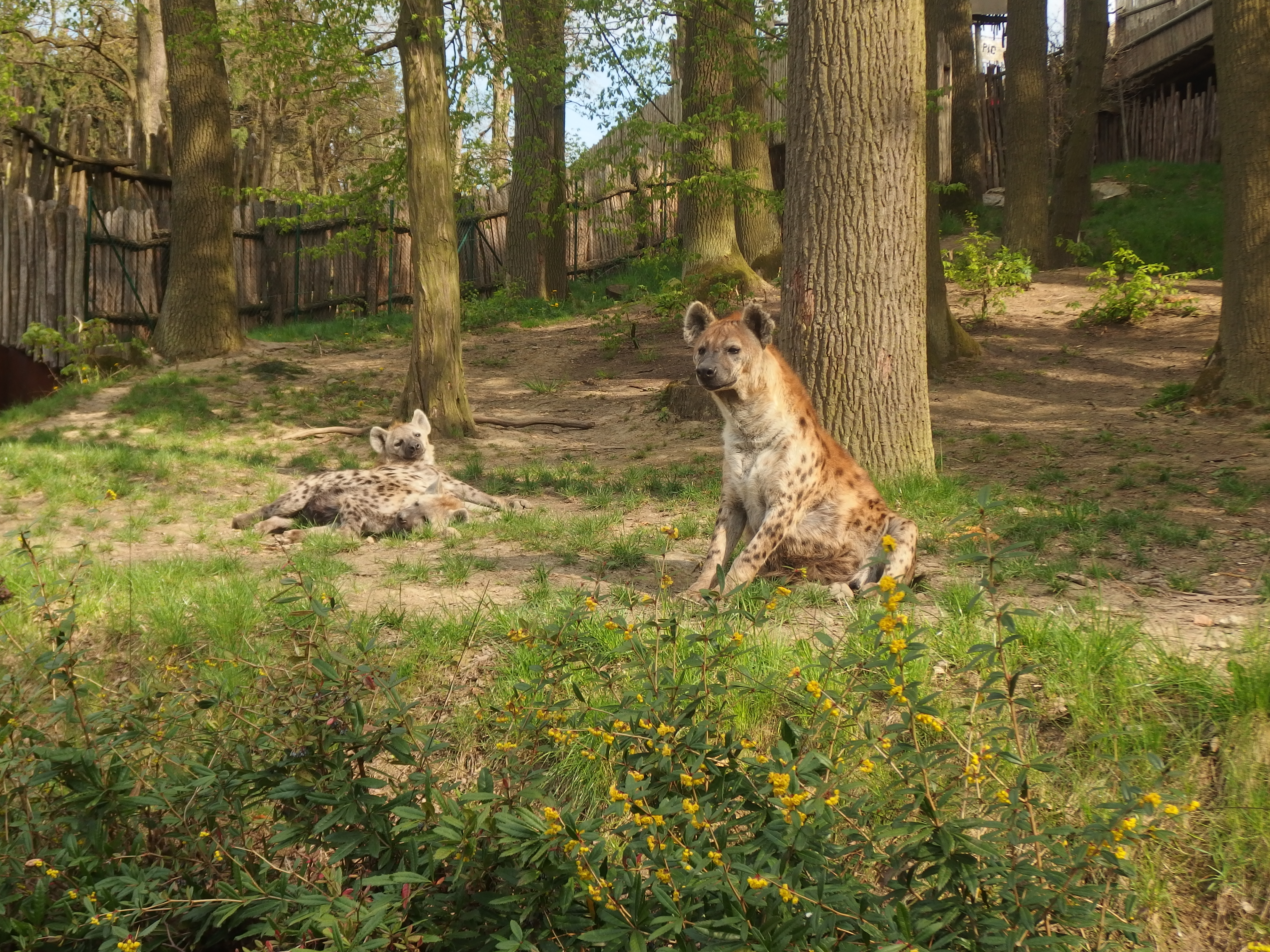
Hyeny skvrnité v Zlínské zoo

Východoafričtí Masajové, Karamodžané a další příbuzná etnika odnášejí své zemřelé do buše, aby se stali potravou hyen. Proto je pro ně hyena skvrnitá tabu. V jižní a východní Africe používají kouzelníci při přípravě tradičních léků či při obřadech různé části těla hyeny skvrnité, např. její trus, chlupy, čenich, pohlavní orgány či žluč. Obdobné pověry přejali od domorodců i Evropané, kteří je dále šířili. Středověké bestiáře i díla pozdějších přírodopisců neoprávněně popisovaly hyeny jako zlá, zákeřná a zbabělá zvířata, která se živí mrtvolami a mohou napadat i slabé lidi včetně dětí. Neoprávněnost a scestnost těchto názorů odhalil koncem 19. století Alfred Brehm a později především nizozemský zoolog Hugo van Lawick, který se pozorováním hyen soustavně zabýval. Přesto se obraz hyen jako zákeřných, zbabělých a odpudivých zvířat objevuje ještě v populárním animovaném filmu Lví král. Ale Disney (tvůrce Lvího krále) tuto hyení diskriminaci vyrovnal seriálem Lví hlídka, kde je velmi hodná hyena se jménem Jasiri.

## Chov v českých zoo
Hyenu skvrnitou nalezneme v těchto zoologických zahradách:
- Zoo Na Hrádečku
- Zoo Dvůr Králové
- Zoo Zlín
- Zoo Dvorec